# Sesato setosa
Sesato setosa là một loài nhện trong họ Theridiidae. Chúng thuộc chi đơn loài Sesato và được Michael Ilmari Saaristo miêu tả năm 2006.